# HD 76376
HD 76376，又名BD-17 2691，SAO 154745、HR 3554，是一颗恒星，视星等为5.75，位于銀經244.54，銀緯16.97，其B1900.0坐标为赤經8h 50m 36.7s，赤緯-17° 16.97′ 36″。